# Ikerszók
Az ikerszók ikerítéssel keletkezett szavak. Az ikerítés során vagy egy meglévő szóalakhoz alkotunk meg egy hangalakjában módosított változatot (pl. kopog: kipeg-kopog, pici: icipici), vagy egyszerre jön létre mindkét tag szóteremtéssel úgy, hogy köztük ugyanilyen típusú a hangtani játék (pl. bim-bam, irgum-burgum). Az ikerszók tagjai közötti különbség lehet a magánhangzók eltérése az ajakműködés szempontjából: dirmeg-dörmög; valamint a nyelv vízszintes elhelyezkedése alapján elöl képzett és a hátul képzett váltakozás: gizgaz. A mássalhangzóknál többlet vagy hiány okoz váltakozást: ejnye-bejnye, icipici; eltérő mássalhangzókat is tartalmazhatnak az ikerszók tagjai: csigabiga, tarkabarka. A tagok magánhangzóban és mássalhangzóban is különbözhetnek: fidres-fodros, izeg-mozog. A szoros szerkezetű ikerszók csak az utótagon kapnak toldalékot (pl. gizgazt), ezeket kötőjel nélkül egybeírjuk; a laza szerkezetűekben a tagok külön-külön kapnak toldalékokat (pl. ímmel-ámmal), ezeket kötőjellel kapcsoljuk egymáshoz. 

## Az ikerszók keletkezése
Az ikerszók önálló lexikai egységek, akusztikai jellemzőik miatt kettős tagolásúak. Szemantikai szempontból abban különböznek a mellérendelő összetett szavaktól, hogy kételemű szerkezetükben legfeljebb az elő- vagy az utótagjuk önálló jelentésű szó (vagy annak származéka), olykor azonban egyik komponensük sem az (inog-binog, gyim-gyom, incifinci, zing-zong). Morfológiailag az adja az eltérést, hogy csak a jelentéses rész szabad morféma, viszont az ikerítéskor születő másik elem, az ún. ikerítmény olyan kötött morféma, amely játékos hangalaki változata az ikerítést indukáló hangsornak.
Az ikerszók keletkezése és használata alapjában véve nyelvváltozathoz van kötve: a nyelvjárásokhoz, mint területi, illetve a gyermeknyelvhez, mint életkori nyelvváltozathoz, ezenkívül a gyermekversekhez, mondókákhoz, mint sajátos műfajhoz. Ebből nyilvánvaló, hogy az ikerszók a kiegészítő szókészlet elemei, hiszen jelentésük miatt nyelvünknek kevésbé fontos szavai; nem régóta — csak néhány száz éve — fordulnak elő a nyelvünkben, és néhány kivételt leszámítva nincs, vagy alig van családjuk. Kivételnek számít a cicamica, cseng-beng, csipcsup, ugrabugra, cikcakk, csiszeg-csoszog, csivir-csavar, dibegett-dobogott, diribdarab, dirr-durr, gider-gödör, gizgaz, iceg-biceg, icipici, kip-kop, lics-locs, hiszen ezek köré kisebb-nagyobb szócsalád alkotható a képzett formákból.

## Az ikerszók osztályozása

### Keletkezésük szerint

#### Szóalkotás útján létrejött ikerszók
Az önálló jelentésű és alakú szóból keletkező ikerszók a szóalkotás típusába tartoznak, hiszen ebben az esetben az ikerítés a magyar szókészletben már meglévő szóra épül rá: vagy az előtag jelentéses (Öcsi-Böcsi, nyulam-bulam), vagy az utótag (filel-fülel, kivir-kavar), vagy érzelmi-akarati mozzanatot kifejező indulatszó, mondatszó az etimonja (kipp-kopp, kitty-kotty). A jelentéses szóhoz egy addig nem létező, magában nem használatos, ezért fogalmi jelentést nem hordozó hangalaki variánst, ikerítményt fűz a beszélő, és az ikerítést kiváltó alaptagot és az ikerítményt egyetlen egyszerű szóvá kapcsolja össze, amelyen mégis jól látható az elő- és utótag hangtani egymásra vonatkozásából fakadóan az ikerszó kettős tagolása. Például Ancsa, csengős, foldott, villog jelentéses szóként és szabad morfémaként irányítja az ikerítést, és létrejön az Ancsa-Pancsa, csengős-bengős, fildett-foldott, illog-villog ikerszó. Az ikerítéskor keletkező másik elem nem szótári egység, mivel a Pancsa, bengős, fildett, illog jelentéstelen és önállótlan alakú komponens. A szójelentést az ikerítést inspiráló alaptag adja, de magának az ikerszónak a hangulati töltése az ikerítménynek köszönhető.

#### Szóteremtés útján létrejött ikerszók
A komponenseikben fogalmi jelentést és alaki függetlenséget nem mutató ikerszók a szóteremtés típusába illeszthetők be, mert bár feltételezett elemeik közül látszólag az egyik, az alaptagszerűen viselkedő meghatározza az ikerítés módját, valójában azonban szókincsbeli előzmény híján egyszerre születnek, és többnyire alkalmi (azaz csak ritkán szótározott) ikerszót hoznak létre (etyepetye, tereferél; dzim-dzum, ecc-pecc).

### Etimológiai-szemantikai-morfológiai szempont szerint
Az ikerszók etimológiai-szemantikai-morfológiai szempontból négy típusba sorolhatók: 
1. Az előtagjukban önálló alakú és jelentésű szóból származók (cseng-beng),
2. Az utótagjukban önálló alakú és jelentésű szóból eredeztethetők (cimmeg-cammog),
3. Az ikerszóként jelentéses, de komponenseikben nem önálló alakúak, illetve nem határozott fogalmi tartalmúak (a ’haszontalan, semmit nem érő apróság’ jelentésű encsem-bencsem), 
4. A sem ikerített formájukban, sem feltételezett elemeikben fogalmi jelentéssel nem telítettek, csupán hangutánzást és/vagy hangulatfestést felidézők típusába (pitty-patty),
Az ikerszók többsége (1458) önálló fogalmi jelentésű szóból vagy érzelmi-akarati mozzanatot kifejező indulatszóból, mondatszóból etimologizálható. Kevesebb azoknak az ikerszóknak a száma (865), amelyekből nem lehet kideríteni az ikerítést kiváltó alaptagot. 

### Jelentésük motiváltsága szerint
Az ikerszó jelentése sok esetben csupán árnyalatnyit módosul azáltal, hogy ikerítéskor közvetve vagy közvetlenül motiválttá válik-e. 

#### Közvetve motivált jelentés
Közvetve lesz motivált a jelentés a hangrendi oppozíció miatt a gizgaz ikerszóban, ugyanis a gaz szóhoz képest ’különféle’ haszontalan, vadon termő füvet és más növényt jelent. A gyom és a gyimgyom viszonylatában is hasonló a helyzet, hiszen a gyimgyom ’mindenféle apró’ gazt jelent. Valószínűleg azért, mert a magas vokálisokba beleérezzük a kisebb, a mélyekbe a nagyobb képzetét, egyáltalán a magas–mély hangrend egymásmelletiségében a különféleség, a mindenféleség értelmét. 

#### Közvetlenül motivált jelentés
Közvetlenül motiválttá válik a jelentés a hangalak miatt, hiszen felerősödik a hangutánzó vagy hangulatfestő jelleg a változtatva megismételt komponenssel. Az ikerszó ilyenkor inkább stiláris szerepű: cincog-fincog, gügye-mügye, cseng-beng, ödöng-bödöng ’botorkálva jár’, csingi-lingi, biked-bököd, köhög-pöhög, giceg-göcög ’nehézkesen megy’, pitteg-pattog, irslog-pirslog ’pislog’, ripegés-ropogás, itye-potya ’értéktelen’.
Ugyanazt a hangjelenséget utánozzák a következő ikerszók alakváltozataikban: a harang kongását a bim-bam, bing-bang; a folyadék lötyögését a kity-koty, kityi-koty, kityi-kotyi; a tárgyak ütődésének a zaját a tiki-taka, tiki-taki, tik-tak.
Ugyanaz az ikerszó többjelentésűvé válva többféle hangjelenség felidézésére is képes. A kip-kop ikerszó például képes visszaadni — a versek tanúsága szerint — a kalapács kopogását, a gyerek láblóbálását, a madár csőrének csattogását, a fagy „ropogását”, az ősz „lépteit”, a hó olvadása miatti ereszcsöpögést, a tánclépések zaját, az eső verését, az emberi lépések hangját, a ló patájának a kopogását. Ez bizonyára abban leli magyarázatát, hogy a hangok komplex hallási képzeteket tudnak asszociálni.

## IkerszókA magyar nyelv értelmező szótárában
A közel 60 000 szót magában foglaló A magyar nyelv értelmező szótára anyagában címszóként az ikerszók száma csupán 118, ezekhez még hozzá lehet sorolni 55 képzett formát (agyabugyálás, agyabugyáló, cicamacázás, cicamacázik, cicamacázó, csereberélés, csereberélget, csereberélhető, csereberélő, etyepetyés stb.), 18 alakváltozatot (agyabugyál ~ egyebugyál, etyele-petyele ~ etyere-petyere, etyepetye ~ egye-petye), 2 igekötős formát (elagyabugyál, elcsereberél). A címszók között 12 táji (agyabugyál, kelebólál, háji-báji), 32 nép- (átabotában, cókmók, encsembencsem, etyepetye), 14 gyermeknyelvi szóban (picsi-pacsi, cirókamaróka) és 2 népdalban előforduló alak van (dínom-dánom, recefice). A számok alapján meglehetősen kevésnek tűnik a szótár anyagába felvett ikerszó, ez azzal magyarázható, hogy csak kis részük tartozik bele a magyar irodalmi és köznyelvbe. Sok esetben nehéz meghúzni a határt — bármennyire meglepő is — a köznyelvi, ismert és a hapax legomenon ikerszók között, mert például a mesékből mindenki számára ismerősen cseng a nyulam-bulam, őzem-bőzem, róka-bóka, tyúkom-búkom forma, ennek ellenére nem számítható az egész magyar nyelvközösség által használt formák közé, mivel a szótár nem veszi fel az anyagába.
Majoros György Ikerszavak című verse